# المسيب بن حزن
المُسَيَّب بن حَزْن بن أبي وَهْب القرشي المخزومي الأسدي، صَحابيّ، ووالد سَعِيْدَ بنَ المُسَيِّبِ الاسدي. هاجر المسيب إِلى المدينة مع أَبيه حَزْن، وكان المسيب ممن بايع تحت الشجرة في قول، وقال مصعب: لا يختلف أَصحابنا أَن المسيب وأَباه من مُسْلِمة الفتح.